# Cosme Parpal i Marquès
Cosme Parpal i Marquès (Maó, 8 de març de 1878 - Barcelona, 7 de març de 1923) fou un historiador i professor universitari menorquí, acadèmic de l'Acadèmia de Bones Lletres de Barcelona.

## Biografia
Estudià batxillerat a Maó i és llicenciat en dret (1899) i filosofia i lletres (1899) a la Universitat de Barcelona, i el 1901 es doctorà en filosofia a la Universitat Central de Madrid. El 1914 fou nomenat catedràtic de psicologia a la Facultat de Filosofia i Lletres de la Universitat de Barcelona, on hi havia estat professor de literatura espanyola, geografia política i descriptiva, Història universal, lògica fonamental, Història d'Espanya, Paleografia i llatí vulgar. Era seguidor de l'escolàstica de Sant Tomàs d'Aquino. El 1910 va editar una biblioteca de clàssics grecs i llatins (Biblioteca de autores griegos y latinos) amb Lluís Segalà i Estalella.
El 1902 ingressà a l'Acadèmia de Jurisprudència i Legislació de Catalunya i el 1913 a l'Acadèmia de Bones Lletres de Barcelona. Va investigar qüestions de la història de Menorca i història local de Barcelona a l'Arxiu de la Corona d'Aragó.

## Obres
- La Història i la llengua catalana fins al regnat de Jaume I (1898)
- Rubió y Ors, historiador (1899)
- Las ideas del gobierno sustentadas por santo Tomás de Aquino apoyan el regionalismo (1899)
- La conquista de Menorca en 1287 por Alfonso III (1901)
- La invasión turca de 1558 en Ciudadela de Menorca (1903)
- Poesía popular menorquina (1906)
- Dietario inédito de la ciudad de Barcelona en la década de 1767 a 1777 (de Joan Sagarriga) (1906)
- Menéndez Pelayo, historiador de la literatura española (1912)
- La isla de Menorca en tiempo de Felipe II (1913)
- Antecedentes de la escuela filosófica catalana del siglo XIX (1914)
- Contribución a la cartografía de Menorca. El puerto de Fornells en el siglo XVII (1918)
- Fortificaciones de Menorca durante la dominación catalana (1919)
- Un manuscrito inédito de Martí d'Eixalà. Análisis de la educación moral del hombre (1920).